# Théâtre d'ombres arabe

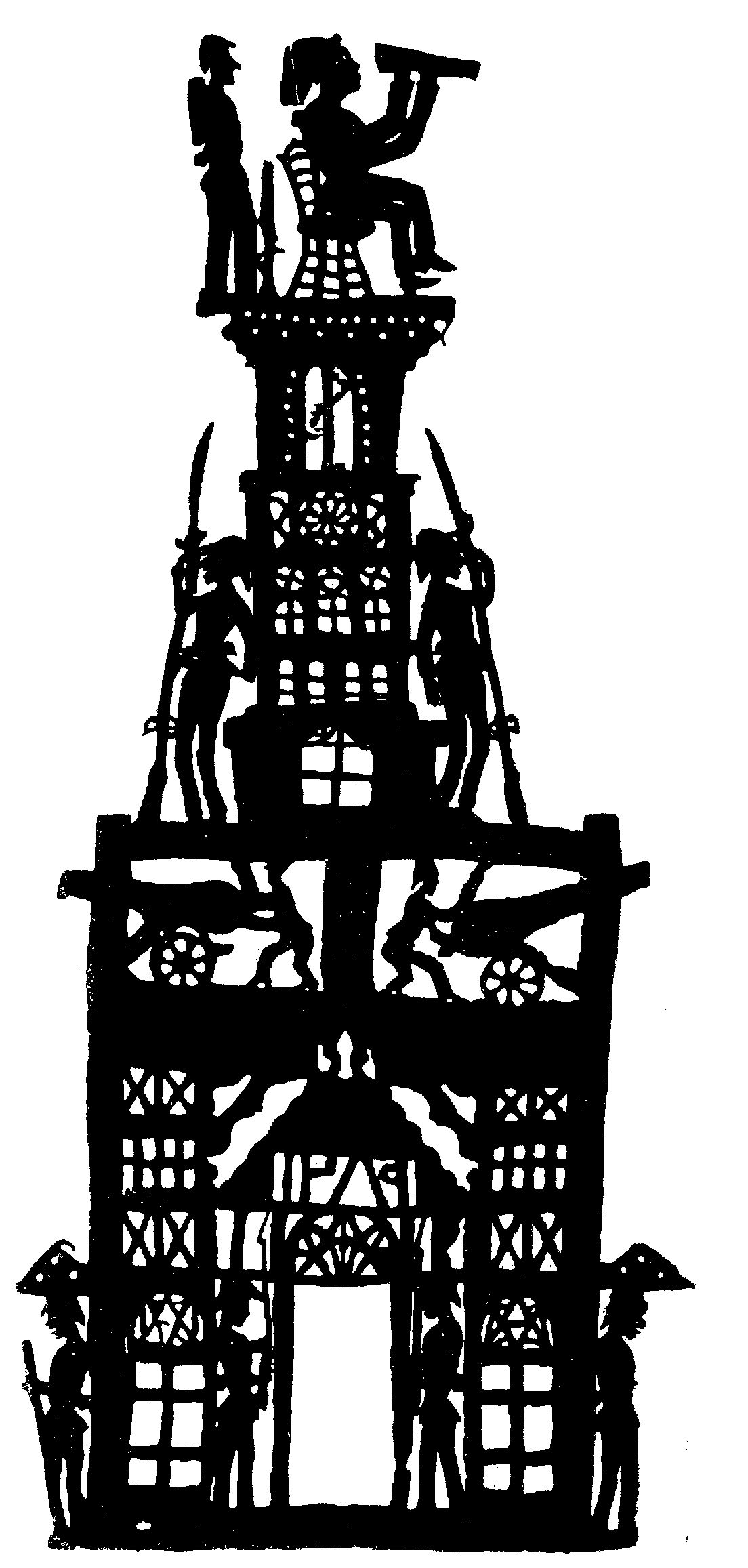
Silhouette du phare éponyme de la Pièce du phare d'Alexandrie, probablement découpée en 1872 (d'après l'inscription figurant au dessus de la porte : « 1289 [de l'Hégire] » [١٢٨٩]), haute de 150 cm. Elle a été acquise en 1909 par Paul Kahle.

Le théâtre d'ombres arabe (en arabe : خيال الظل العربي / ḵayāl aẓ-ẓill al-ʿarabī) semble, d'après Arie Schippers, avoir existé « déjà du temps d'Ibn Haytham (Bassora et le Caire ; 965-1040) et d'Ibn Hazm (Cordoue ; 994-1063) [...] ».
Ainsi que l'a rapporté Landau dans l'Encyclopédie de l'Islam, des pièces du XIIIe siècle subsistent, composées par Ibn Daniyal, qui sont des représentations humoristiques de la vie égyptienne sous Baybars.
En 1451, le sultan Jaqmaq fit interdire toute représentation de théâtre d'ombres et ordonna que toutes les figurines fussent brûlées. Mais cet art semble avoir réémergé une dizaine d'années après l'interdit. Une chronique d'Ibn Iyas raconte comment le sultan Sélim Ier, ayant assisté un soir de 1517 en Égypte à une représentation de théâtre d'ombres célébrant sa victoire sur Touman Bey, aurait emmené les interprètes à Constantinople avec lui. D'après Rosella Dorigo Ceccato, cette anecdote pourrait être une preuve du talent des marionnettistes égyptiens à cette époque et de leur grande visibilité au Caire, et inversement de la sous-exploitation voire de l'inexistence d'un moyen d'expression artistique similaire à Constantinople et dans le monde turc à la même époque.
Un manuscrit trouvé au XIXe siècle dans le district de Manzala en Égypte (probablement écrit entre 1705 et 1707) mentionne divers marionnettistes du temps de son auteur, et les arguments de différentes pièces. La Pièce du crocodile (arabe : لعب التمساح) et la Pièce du phare d'Alexandrie ou de la guerre contre les étrangers (en arabe : لعب المنار أو حرب العجم) sont attribuées à ces marionnettistes mais cette dernière est probablement plus ancienne. Ces deux pièces étaient encore jouées en Égypte au début du XXe siècle.